# Elleboudt

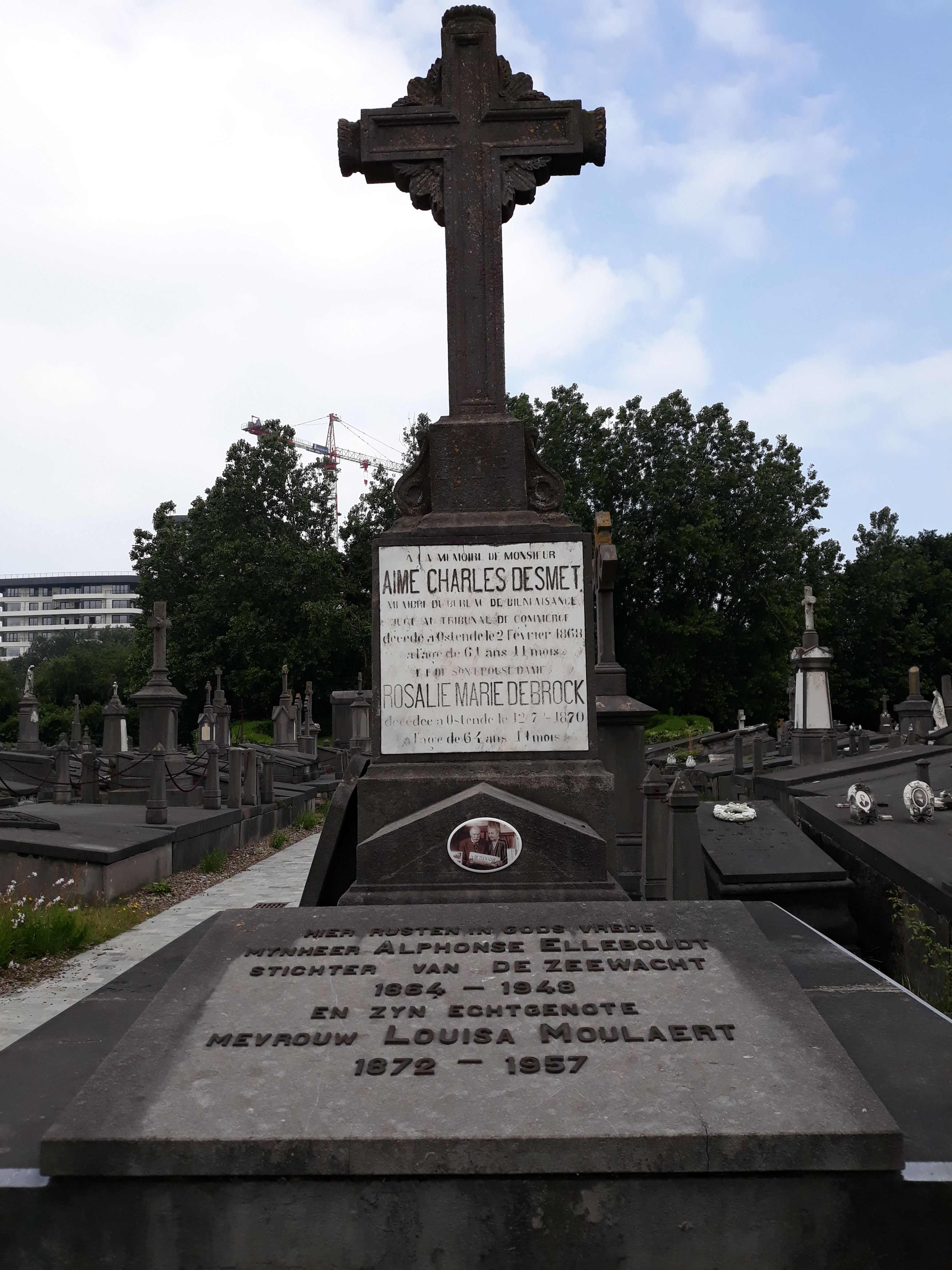
Hat grav van Alphonse Elleboudt en zijn echtgenote Louise Moulaert op Begraafplaats Paster Pype te Oostende

Elleboudt was een familie die gedurende de negentiende en twintigste eeuw in Oostende en omgeving invloed uitoefende als drukkers en krantenuitgevers.

## De Zeewacht
Zoals in de meeste Belgische steden was er vanaf de negentiende eeuw ruimte voor minstens één lokaal weekblad. Vanaf 1896 werd dit voor Oostende het katholiek weekblad De Zeewacht, gesticht door Alphonse Elleboudt.
De krant werd uitgegeven (met onderbreking tijdens de twee wereldoorlogen) tot ze in 1979 werd verkocht aan de nv Roularta. Ze werd voortaan verder gepubliceerd als een onderdeel voor de Oostendse regio van de Krant van West-Vlaanderen. Vanaf 1904 gaven de Ellebouts ook nog een Franstalig weekblad uit onder de naam Le Littoral. 
Door hun krant oefenden de Elleboudts heel wat invloed uit op het politiek en maatschappelijk leven in Oostende en omstreken. Naast de eigenaars werd het weekblad mee geleid door de hoofdredacteurs Eduard Lauwers (1904-1977) van 1928 tot 1972 en Ray(mond) Huilmand (1926-2006) van 1972 tot 1979.

## De drukkers-uitgevers
- Alphonse Marie Joseph Elleboudt (Oostende, 6 februari 1864 - 8 juni 1948), drukker-uitgever en journalist, was een zoon van Alphonse Emile Elleboudt en Louise De Smet. Hij voltooide zijn middelbare studies aan het Onze-Lieve-Vrouwecollege in Oostende en aan het kleinseminarie van Roeselare. Hij week uit naar Roubaix en werkte er mee aan Journal de Roubaix en Le Figaro. In 1889 keerde hij naar Oostende terug en stichtte er een drukkerij. Hij trouwde in Brugge in 1892 met Louise Moulaert en ze kregen zes kinderen: Robert, Charles, Fernande, Marie-Louise, André (Broeder Etienne van de Christelijke Scholen, 1901-1984) en Jeanne. Op 6 december 1896 rolde het eerste nummer van het katholiek weekblad De Zeewacht van de persen. Tijdens de Eerste Wereldoorlog weigerde hij op de uitnodiging van de bezetter in te gaan om zijn weekblad verder uit te geven. Dit kostte hem drie maanden celstraf. Alphonse Elleboudt werd politiek actief. Hij werd verkozen tot gemeenteraadslid en van 1920 tot 1932 was hij Oostends schepen van Openbare Werken. Hij bleef gemeenteraadslid tot aan zijn dood. Zijn dochter Marie-Louise trouwde met de Brugse burgemeester Pierre Vandamme.
  - Robert Theophile Elleboudt (Oostende, 29 maart 1894 - 29 december 1958) was de oudste zoon van Alphonse Elleboudt en Louise Moulaert. In 1921 trouwde hij met Suzanne Quatannes en ze kregen drie kinderen. Hij volbracht zijn middelbare studies aan het Onze-Lieve-Vrouwecollege in Oostende. Hij studeerde verder aan de handelshogeschool St.-Ignatius in Antwerpen en promoveerde er tot licentiaat in handels- en consulaire wetenschappen. Daarop vertrok hij naar de Verenigde Staten en werkte er bij de firma Burroughs in Detroit. Na de Eerste Wereldoorlog keerde hij naar Oostende terug en werd drukker-uitgever en journalist in het familiebedrijf, waarvan hij de uitbreiding voor zijn rekening nam, onder meer door in 1928 een fusie aan te gaan met de liberale drukkerij Bouchery. Hij werd gedelegeerd bestuurder van de fusievennootschap onder de naam nv Unitas.
  - Charles Theophile Joseph Elleboudt (Oostende, 1 mei 1897 - 2 december 1968) was de tweede zoon van Alphonse Elleboudt en Louise Moulaert. Hij voltooide zijn middelbare studies aan het Onze-Lieve-Vrouwecollege te Oostende. In 1914 vluchtte hij naar Engeland en werd er oorlogsvrijwilliger in het Belgisch leger. Hij trouwde in 1924 in Antwerpen met Germaine Cammaerts. Ondertussen was hij actief in het familiebedrijf, dat voortaan onder de naam Unitas bekend stond en dat hij verder met zijn broer Robert uitbouwde. Naar aanleiding van zijn overlijden schreef De Zeewacht: "De h. Charles Elleboudt was nooit de man om zich op het voorplan te duwen. Nederigheid was een van zijn deugden. Zijn kalmte woog op tegen het meer spontane van zijn broeder de h. Robert Elleboudt en samen zorgden zij voor het noodzakelijke evenwicht in het bestuur van hun zaken."
    - Jacques Alphonse Elleboudt (Oostende, 20 juli 1925 - Knokke, 19 augustus 2019) was een zoon van Charles Elleboudt. Hij volgde in zijn vaders voetsporen als drukker-uitgever en journalist. Hij trouwde met zijn nicht, Marie-Claire Elleboudt (Oostende, 21 februari 1928 - Knokke, 30 april 2018), derde dochter van Robert Elleboudt, met wie hij drie kinderen kreeg: Fabienne, Carole en Virginie. Van 1958 tot 1979 was hij directeur-uitgever van De Zeewacht. Hij was ere-viceconsul van Spanje en erevoorzitter van de Spaanse vriendenkring Cervantes. Na de Tweede Wereldoorlog was hij ook directeur van het publiciteitsagentschap Publito.
    - Jean Robert Elleboudt (Oostende, 27 juli 1931 - ) was een zoon van Charles Elleboudt. Hij volbracht zijn middelbare studies aan het Onze-Lieve-Vrouwecollege in Oostende. Vervolgens studeerde hij aan de Grafische School in Amsterdam. In 1958 trouwde hij in Kortrijk met Colette Buysschaert. Hij was van 1968 tot 1980 mede-beheerder van de nv Drukkerij Unitas. Hij was voorzitter van de patroons-drukkers van Oostende-Kust en bestuurslid van de vereniging van West-Vlaamse drukkers Westgrafica.